# Ruska Kuceava, Muncaci
Ruska Kuceava (în ucraineană Руська Кучава) este un sat în comuna Kalnîk din raionul Muncaci, regiunea Transcarpatia, Ucraina.

## Demografie
Componența lingvistică a localității Ruska Kuceava
     Ucraineană (100%)
Conform recensământului din 2001, toată populația localității Ruska Kuceava era vorbitoare de ucraineană (100%).